# Sidulang
Sidulang is een bestuurslaag in het regentschap Toba Samosir van de provincie Noord-Sumatra, Indonesië. Sidulang telt 789 inwoners (volkstelling 2010).